# Hier ohne mich
Hier ohne mich (persisch اینجا بدون من, Inğa bedune man) ist ein iranisches Filmdrama aus dem Jahr 2011. Regie führte Bahram Tavakoli, der auch das Drehbuch schrieb. Die Handlung des Films wurde durch das Stück Die Glasmenagerie von Tennessee Williams inspiriert.

## Handlung
Die junge Yalda ist körperbehindert, sehr schüchtern und sammelt Glastiere. Sie fühlt sich insgeheim zu Reza, dem Arbeitskollegen und besten Freund ihres Bruders Eshan, hingezogen. Ihr Bruder (dessen Stimme aus dem Off den Film einleitet) schreibt Gedichte und träumt davon, den Iran zu verlassen. Er will Schriftsteller werden und verbringt seine freie Zeit damit, sich in Kinos immer und immer wieder alte Filme anzusehen. Ihre Mutter Farideh geht zwei Jobs in einer Nahrungsmittelfabrik nach, um ihre Familie finanziell zu unterstützen. Als sie mitbekommt, dass sich ihre Tochter Yalda für Reza interessiert, will sie ihn zu sich einladen – erst muss allerdings für diesen Anlass ein neues Sofa für die Wohnung her, um auf Reza einen guten Eindruck zu machen. Neben dem Sofa stellt aber auch Yaldas Schüchternheit eine Herausforderung der Kuppelversuche der Mutter dar.

## Veröffentlichung und Auszeichnung
Der Film wurde 2011 erstmals beim 19. Internationalen Filmfest Hamburg gezeigt und erhielt beim Montreal World Film Festival den Preis in der Kategorie Beste Schauspielerin.
Im Jahr 2012 wurde das Drama zudem beim Cleveland International Film Festival und beim Tiburon International Film Festival vorgeführt.